# 바차나 아라불리
바차나 아라불리(조지아어: ბაჩანა არაბული, 1994년 1월 5일~)는 조지아의 축구 선수이다,

## 참고 문헌
- “바차나 아라불리”. 《경남 FC》. 경남도민프로축구단.